# Narin
Narin – wieś w Słowenii, gmina Pivka. 1 stycznia 2017 liczyła 221 mieszkańców.